# Varronia axillaris
Varronia axillaris är en strävbladig växtart som först beskrevs av M.I. Johnst., och fick sitt nu gällande namn av A. Borhidi. Varronia axillaris ingår i släktet Varronia och familjen strävbladiga växter. Inga underarter finns listade i Catalogue of Life.